# Mattia Galasso
Mathias Gallas, nato Mattia Gallasso (Trento, 16 settembre 1584 – Vienna, 25 aprile 1647), è stato un generale trentino, al servizio degli Asburgo d'Austria, tra i più celebri del suo tempo. Prestò i propri servigi agli Imperatori Ferdinando II  e Ferdinando III durante la Guerra dei Trent'anni.

## Biografia
Conte di Campo e Duca di Lucera, Mattia Gallasso (o "Galasso"), destinato a germanizzare il nome in Matthias Gallas, apparteneva ad una delle più antiche e facoltose famiglie del Principato vescovile di Trento. Iniziò la propria carriera militare come semplice soldato al servizio del duca, poi principe elettore (dal 1623), Massimiliano I di Baviera. Divenne successivamente colonnello e, qualche anno più tardi, feldmaresciallo. Nel 1629 passerà al servizio degli Asburgo d'Austria, arruolandosi nell'esercito del Wallenstein, terzo in ordine gerarchico dopo Wallenstein stesso e il tenente generale Rambaldo di Collalto.
Negli anni 1629 e 1630 (vittoria sui francesi a Goito) diede un contributo determinante alla vittoriosa spedizione che porterà alla conquista di Mantova realizzata al fianco del collega e amico Johann von Aldringen. Divenuto, dopo la scomparsa di Collalto, braccio destro di Wallenstein (1631), ordì un complotto per assassinarlo. Alla morte di questi (1634) ne prese il posto, ed in buona parte anche i feudi. Dimostrò più volte il proprio valore ed intelligenza militare.
Fu ottimo artigliere e ne dette prova ad Alte Veste e a Lützen. A capo dell'esercito cattolico insieme al cardinale-Infante riportò nel 1634 una schiacciante vittoria contro l'esercito protestante nella battaglia di Nördlingen, che gli conferì una gloria imperitura. Dedito all'alcool, ai banchetti e alla vita mondana, la propria condotta contrastava con le miserabili condizioni delle truppe e ancor più della popolazione civile dell'Europa del tempo. Successivamente fu impegnato in Alsazia e Lorena dove subì alcuni rovesci che si ripeterono nelle campagne militari sostenute contro il generale svedese Johan Banér nel 1636-1638.
Le sconfitte subite spinsero le autorità imperiali a rimuoverlo dal comando. Nel 1645 tornerà ad affrontare gli svedesi dopo la catastrofica sconfitta di Jankov. Questa fu la sua ultima campagna. Ritiratosi, morirà due anni più tardi a Vienna. Il proprio esercito, ereditato dal Wallenstein, si guadagnò la reputazione di essere la forza più crudele e devastatrice dell'intera guerra dei trent'anni. La gloria conquistata sul campo di battaglia e la fedeltà dimostrata a Ferdinando II, Imperatore del Sacro Romano Impero, gli permisero di acquisire numerose proprietà e titoli nobiliari.
Da lui ebbe origine la famiglia austriaca dei Clam-Gallas, che per oltre un secolo fornì molti validi soldati all'esercito imperiale.